# Ybyrapora gamba
Ybyrapora gamba (Syn.: Avicularia gamba) ist eine Spinnenart aus der Familie der Vogelspinnen (Theraphosidae). Sie wurde 2009 erstbeschrieben. Die Art wurde nach der brasilianischen NGO "GAMBÁ – Grupo Ambientalista da Bahia" benannt. Das Regenwaldgebiet der Reserva Jequitibá, aus dem die beschriebenen Tiere stammen, wurde aufgrund der Initiative dieser Gruppierung geschützt.

## Verbreitung

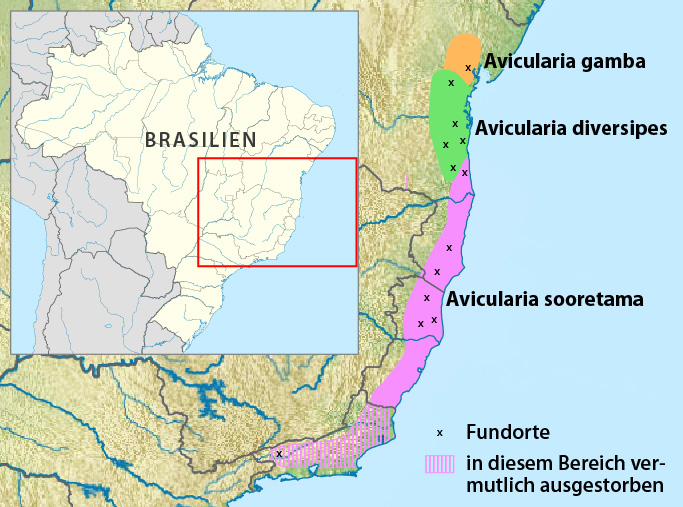
Ybyrapora gamba: Angenommenes Verbreitungsgebiet gemäß Erstbeschreibung, hier unter dem Synonym Avicularia gamba.

Die beschriebenen Tiere stammen aus einem kleinen Areal bei Elísio Medrado, Bahia, das westlich von Salvador liegt und sind dort endemisch.

## Merkmale
Die Männchen haben, wie die nahe verwandten Arten Ybyrapora sooretama und Ybyrapora diversipes, keine Tibiaapophysen. Sie haben eine braune Grundfarbe mit einem dunkelbraunen Carapax, der mit hellbraunen Haaren umsäumt ist. Die Extremitäten haben oberhalb eine dunkelbraune Farbe. Beine, Taster und der Carapax haben längere hellbraune Haare mit einem rosa Schimmer. Die Unterseite inklusive Sternum, Labium, Coxa und Extremitäten sind braun. Die Beine haben leicht rosafarbene Ringe bei Femora, Tibiae und den Metatarsen. Auf dem Opisthosoma dominiert ein breiter orangeroter Längsstreifen. Die seitlichen Haare sind bräunlich gefärbt.
Das Weibchen hat einen braunen Carapax mit hellbraunem Saum. Die Beine und die Taster sind braun gefärbt mit längeren hellbraunen Haaren mit einem rosa und blauen Schimmer. Die Tarsen haben U-förmige, orange Flecken. Die Unterseite der Spinne ist braun und die Extremitäten sind mit einzelnen längeren, weißen Haaren gespickt. Die Femora, Tibiae und die Metatarsen haben rosafarbene Ringe. Das Opisthosoma trägt eine zickzackförmige Musterung. Drei rote Punkte befinden sich auf einem schwarzen Längsstreifen, der einen zickzackförmigen Rand hat. Der hintere Punkt ist größer als die vorderen beiden. Der Streifen in der Mitte ist mit je drei seitlich gelegenen Streifen verbunden.

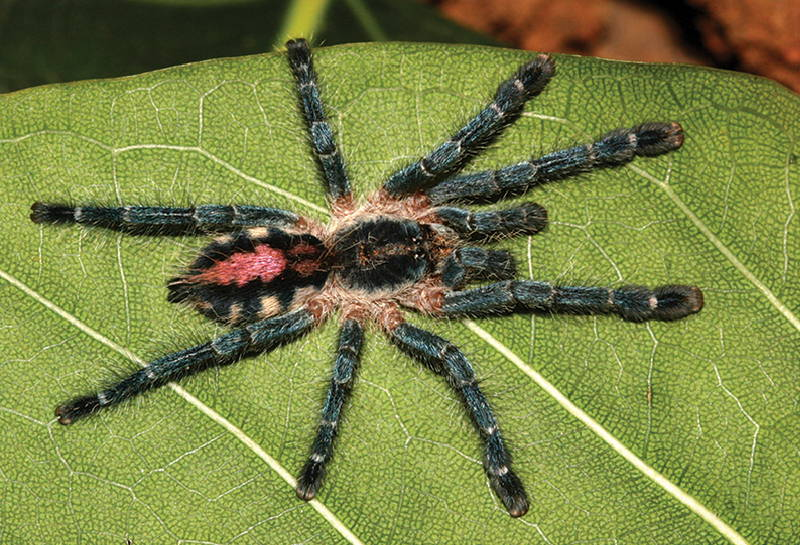
Ybyrapora gamba, Nymphe
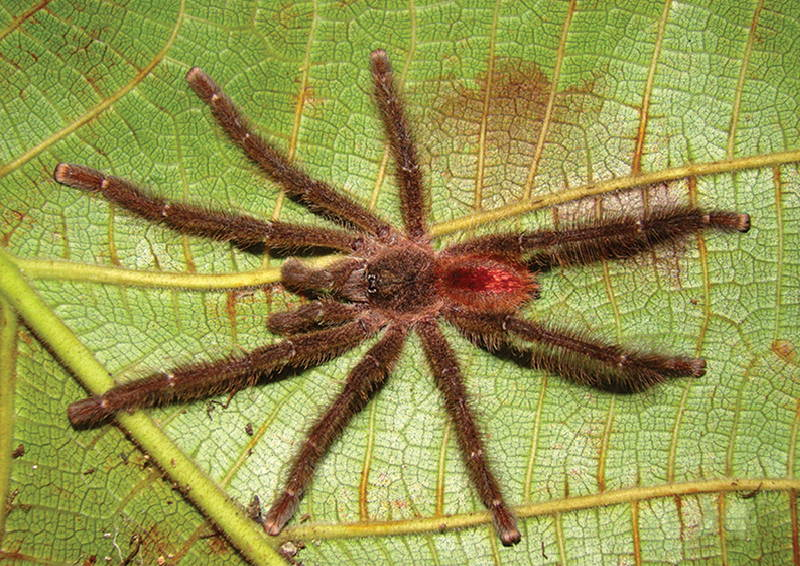
Ybyrapora gamba, Männchen